# Josh Klinghoffer
Josh Adam Klinghoffer (3 d'octubre del 1979) és un músic multiinstrumentista (bateria, guitarra, piano, baix, sintetitzador) i productor estatunidenc, que fou membre dels Red Hot Chili Peppers. També ha estat de gira i ha col·laborat amb nombrosos artistes, com The Bicycle Thief, Gnarls Barkley, Beck Hansen, Butthole Surfers, John Frusciante (amb qui ha gravat diversos àlbums), Golden Shoulders, Jon Brion, Neon Neon, PJ Harvey, Sparks, Thelonious Monster, Martyn LeNoble, The Insects, The Format, Vincent Gallo i Warpaint.

## Discografia
- The Bicycle Thief - You Come and Go Like a Pop Song (1999)
- Perry Farrell - Song Yet To Be Sung (2001)
- Tricky - Blowback (2001)
- Golden Shoulders - Let My Burden Be (2002)
- John Frusciante - Shadows Collide With People (2004)
- John Frusciante - The Will to Death (2004)
- Golden Shoulders - Friendship Is Deep (2004)
- Ataxia - Automatic Writing (2004)
- John Frusciante - Inside of Emptiness (2004)
- John Frusciante & Josh Klinghoffer - A Sphere In The Heart Of Silence (2004)
- PJ Harvey - Itunes Originals (2004)
- Thelonious Monster - California Clam Chowder (2004)
- Gemma Hayes - The Roads Don't Love You (2005)
- The Format - Dog Problems (2006)
- Bob Forrest - Modern Folk and Blues: Wednesday (2006)
- PJ Harvey - The Peel Sessions 1991 - 2004 (2006)
- Spleen - Nun Lover! (2007)
- The Diary of IC Explura - A Loveletter to the Transformer, Pt. 1 (2007)
- Charlotte Hatherley - The Deep Blue (2007)
- Golden Shoulders - Friendship Is Deep (Reissue) (2007)
- Ataxia - AW II (2007)
- Neon Neon - Stainless Style (2008)
- Gnarls Barkley - The Odd Couple (2008)
- Martina Topley-Bird - The Blue God (2008)
- Pocahaunted - Chains (2008)
- Headless Heroes - The Silence of Love (2008)
- John Frusciante - The Empyrean (2009)
- Warpaint - Exquisite Corpse (Manimal Vinyl 2009)
- Golden Shoulders - Get Reasonable (2009)
- Red Hot Chili Peppers - I'm With You (2011)
- Dot Hacker - (2011/2012)